# 郑雪君
郑雪君（1961年—），浙江温州人，汉族，中华人民共和国政治人物、第十二届全国人民代表大会浙江地区代表。
毕业于中央党校党政管理专业，加入中国共产党。2013年，被选为全国人大代表。